# Javad Davari
Javad Davari (25 de abril de 1983) é um basquetebolista profissional iraniano.

## Carreira
Javad Davari integrou a Seleção Iraniana de Basquetebol, em Pequim 2008, que terminou na décima-primeira colocação.

## Títulos
Seleção Iraniana
- FIBA Campeonato Asiático: 2007 e 2009